# Privatdetektiv Agaton Sax
Privatdetektiv Agaton Sax (Originaltitel: Agaton Sax och Byköpings gästabud) ist ein schwedischer Zeichentrickfilm von Stig Lasseby aus dem Jahr 1976. Der Kriminalfilm entstand nach einem Werk der Kinderbuchreihe Agaton Sax von Nils-Olof Franzén.

## Handlung
London im Jahr 1963: Kurz nacheinander brechen mit Julius Mosca und Octopus Scott zwei der gefährlichsten Verbrecher Großbritanniens aus ihren Zellen aus. Der unfähige Inspektor Lispington von Scotland Yard wird mit der Ergreifung der beiden Männer beauftragt. Bald wimmelt es auf Londons Straßen von verdeckten Ermittlern, die am Ende die beiden Doppelgänger der Verbrecher, Amber und McSnuff, fassen, die nach kurzer Zeit wieder freigelassen werden müssen.
Mosca und Scott planen mit ihren Kumpanen die größten Verbrecher von allen zu werden und wollen daher die Datenmaschine des berühmten Detektivs Agaton Sax stehlen. Die Maschine enthält die Datenbank des internationalen Verbrechens, die Mosca und Scott unschlagbar machen würde. Die Bande bricht in das schwedische Byköping auf, wo Agaton Sax gemeinsam mit seiner Tante Tilda und Dackel Tickie lebt. Hierher kommen auch Amber und McSnuff, die sich von Agaton Sax Hilfe gegen den übereifrigen Lispington erhoffen. Agaton Sax soll die wahren Verbrecher fassen, von deren Ausbruch er bereits durch Telegramme erfahren hat. Zuvor jedoch erscheint Lispington und nimmt Amber und McSnuff fest. Auch Agaton Sax kann beiden nicht helfen, sagt seine Datenmaschine doch, dass sich auch Mosca und Scott gerade in Byköping aufhalten.
Die Verbrecherbande plant ihren Coup zur Weihnachtszeit. Sie veranstalten eine große Weihnachtsfeier in der alten Burg des Ortes, zu der sie auch Agaton Sax, Amber und McSnuff einladen lassen. Auf der Feier werden die Gäste mit Schlafmitteln versetzten Süßigkeiten außer Gefecht gesetzt. Agaton Sax tut so, als würde er schlafen. Die Bande verschleppt ihn in das tödliche Labyrinth der Burg. Agaton Sax gelingt es, heimlich seinen Pullover vom Labyrintheingang aus aufzutrennen. Der besteht aus extrem reißfester Wolle und war ein Geschenk von Tante Tilda. Mithilfe der Wollspur findet er am Ende den Weg aus dem Labyrinth und kann sich mit der Wolle aus der Burg abseilen. Tante Tilda hat unterdessen bemerkt, dass die Verbrecher in ihrem Haus eingedrungen sind. Sie hält Funkkontakt mit Agaton Sax und kann die Bande schließlich im Datenmaschinenraum einschließen. Lispington, der ebenfalls in Agaton Sax’ Haus angekommen ist, glaubt, dass erneut Amber und McSnuff eingesperrt wurden, und lässt Mosca und Scott laufen. Agaton Sax bemerkt kurz darauf, dass seiner Maschine der Datenspeicher fehlt, den beide Verbrecher ausgebaut haben. Er nimmt die Verfolgung per Feuerwehrwagen auf und kann Mosca und Scott fassen. Denen hatten sich aus Angst vor der Verfolgung Lispingtons auch Amber und McSnuff angeschlossen. Am Ende ist es der kluge Dackel Tickie, der für die Ermittler die echten Verbrecher identifizieren kann, die festgenommen werden.

## Produktion
Privatdetektiv Agaton Sax beruht auf dem Kinderbuch Das Festbankett von Nils-Olof Franzén aus dem Jahr 1963. Regisseur Stig Lasseby hatte bereits 1972 Regie beim Fernsehkurzfilm Agaton Sax och bröderna Max geführt und schloss 1973 zwischen der norwegischen Firma Teamfilm AS und dem Schwedischen Filminstitut einen Kooperationsvertrag darüber, bis Weihnachten 1975 einen Kinofilm basierend auf dem Festbankett zu realisieren. Die Kosten wurden mit 300.000 Kronen festgelegt, doch sowohl Budget als auch Veröffentlichungsdatum wurden überschritten. Der Film lief schließlich am 20. November 1976 in Schweden an und hatte im ersten Jahr rund 100.000 Zuschauer. Privatdetektiv Agaton Sax wurde am 16. April 1979 erstmals von der ARD im deutschen Fernsehen gezeigt. In Schweden erschien der Film im November 2004 auf DVD.
Der Schauspieler Olof Thunberg, Großvater der Klimaaktivistin Greta Thunberg, sprach im schwedischen Original die Rolle des Agaton Sax. Im Film sind unter anderem die von Annica Risberg gesungenen Lieder Helvassa Gullans sång, Lägg av med den gamla stilen, Min husse und Rock-Virans sång zu hören, die von Drehbuchautor Leif Krantz geschrieben und von Charles Redland komponiert wurden.

## Kritiken
Für den film-dienst war Privatdetektiv Agaton Sax ein „[l]iebevoll gemachter Zeichentrickfilm mit vielen originellen Ideen.“ „Witzig-skurril und voller origineller Ideen“, befand Cinema.

## Auszeichnungen
Privatdetektiv Agaton Sax wurde 1977 als „kvalitetsbidrag“ („Qualitätsbeitrag“) des Schwedischen Filminstituts ausgezeichnet.